# Governatorato di Tartus
Il governatorato di Tartus è uno dei quattordici governatorati della Siria. Il capoluogo è la città di Tartus.

## Distretti
Il Governatorato è diviso in cinque distretti:
- distretto di Tartus
- distretto di Ash-Shaykh Badr
- distretto di Baniyas
- distretto di Duraykish
- distretto di Safita